# 毒 ポイズン
『毒〈ポイズン〉』（どく ポイズン）は、赤川次郎による日本の小説。24時間以内に死に至り絶対に検出されない毒薬をめぐるオムニバス形式のミステリー。
2012年に綾部祐二主演でテレビドラマ化された。

## 収録作品
- 第一章 男が恋人を殺すとき
- 第二章 刑事が容疑者を殺すとき
- 第三章 スターがファンを殺すとき
- 第四章 ボーイが客を殺すとき

## テレビドラマ
『赤川次郎原作 毒〈ポイズン〉』（あかがわじろうげんさく ポイズン）のタイトルで読売テレビ製作・日本テレビ系列の木曜ミステリーシアターにて、2012年10月4日から12月27日まで放送された。綾部祐二は本作が連続ドラマ初主演となる。主要人物の設定や物語の構成が原作と大幅に異なる（詳細は原作との主な相違点の節を参照）ほか、第1話「男が恋人を殺すとき」と第3・4話「刑事が容疑者を殺すとき」を除いては全てドラマオリジナルのエピソードであるが、第6話「読者モデルがライバルを殺すとき」では第三章「スターがファンを殺すとき」の、第12話「テロリストが仲間を殺すとき」と最終話「人が人を殺すとき」では第四章「ボーイが客を殺すとき」の内容が取り入れられている。また、新聞のラテ欄での番組名表記は「赤川次郎の毒」であった。

### キャスト

#### 主要人物
松井 十一（まつい といち）
演 - 綾部祐二（ピース）
本作の主人公にして、ストーリーテラー的存在。 神出鬼没の謎の科学者。右手の甲に「X4」の火傷がある。
司法解剖しても絶対に検出されない毒薬を開発。殺したい相手に毒薬を服用させると、24時間後に心臓麻痺で死亡させることが出来る。
ストロバキア国立大学薬学部に在籍し、同僚のミハエル・カバリロフとともに毒薬を研究していた。
好物はマロングラッセ。
大学時代に生徒同士で囚人役と看守役を務める実験に参加した際に囚人側となった友人達から度重なる暴力を受け続け、上述の右手の甲の火傷もその時に付けられたものである。この経験から人間の本質は悪であるという価値観が生まれ、一連の事件を起こすきっかけとなった。しかし、最終話終盤にて直美から「心の何処かで人を信じたいと思っているのではないか？」と指摘されるも、あくまで否定するが、自身の仕掛けた罠に屈することなく挑み続け、最後まで人間の善性を信じぬいた直美を見たことで心境に変化が生じ、大月が用意した毒薬入りのウィスキーが入った直美のグラスを自分のグラスと入れ替えて代わりに毒薬入りのウィスキーを飲んでいる。最終的に「毒を手にして毒を使わない人間などいませんよ、だが毒を手にする者は毒に滅ぼされる」という自身とこれまでの毒薬の使用者に対する皮肉を呟くと同時に毒薬の効果で死亡する。
笹本 直美（ささもと なおみ）
演 - 臼田あさ美（幼少期：田附未衣愛）
警視庁捜査一課特別犯罪捜査係の新人刑事。16年前に刑事だった父親・雄一の死が不審死として処理されたことに疑問を持ったことがきっかけで刑事を志し、交通課から転属する。
ジャージ姿で署内に泊り込むことが多い。
千葉 健介（ちば けんすけ）
演 - 渡辺いっけい
警視庁捜査一課特別犯罪捜査係刑事。巡査部長。 1967年9月生まれ。
警察内で特殊な経歴を辿っている。直美とコンビを組む。

#### 警視庁捜査一課 特別犯罪捜査係
刀根山 唯人
演 - 坂本あきら
刑事課係長。
本条 透
演 - 是近敦之
刑事。コーネル大学卒業。
中野の死後、直美とともに松井や毒薬について調べる。
千葉からはスリッポンと呼ばれている。
菅原 美佐
演 - 上西恵（NMB48）
交通課女性警察官であるが、捜査一課でのお茶くみが多く、千葉から時々ちょっかいをかけられる。
最終話では事件の鍵をにぎるDVDの暗号解読に一役買う。　　
中野 耀太郎
演 - 木村祐一（第1 - 4話）
4年前に起きた幼女誘拐殺人事件の容疑者として原田を取り調べるが、証拠不十分で起訴できずに釈放した過去がある。
同じマンションに住む自治会副会長となった原田と再会した直後に娘の浩子が狙われて危険に晒された矢先、松井から手に入れた毒薬を原田の自宅でウイスキーに垂らして飲ませる。しかし毒の効き目が表れるより早く原田に浩子を拉致され、妻・エリ子の通報によって緑ヶ丘警察署に連行された原田から拉致された娘の居場所を問いただすも殴ってしまい、署内の一室に閉じ込められ、原田の死期が迫る中で永遠に娘の居場所が分からなくなる焦りから次第に冷静さを失っていく。隙をついて警察官から拳銃を奪い、直前に釈放された原田のいる自治会室に向かう。ようやく浩子の居場所が判明したが、傷だらけで動かぬ娘の姿から怒りに駆られ、毒薬による心臓発作を起こした原田を撃った直後、駆けつけた水谷に撃たれて死亡。皮肉にも中野と原田の死後、原田の所持品から彼こそが幼女誘拐殺人事件の犯人であると判明した。また、中野は浩子が原田に殺されたものだと思い込んでいたが、実際は原田に意識がなくなるまで殴られ続けられただけに過ぎず、浩子は一命を取り留めた。

#### ゲスト
第1話
秋本 俊二
演 - 小泉孝太郎
「週刊ライフ」記者・契約社員。
大津 真由美
演 - 前田亜季
派遣社員・俊二の高校時代の同級生。
小出 レイカ
演 - 大谷澪
社長令嬢。
小出
演 - 大石吾朗
出版社社長。エリカの父親。
藤尾 進
演 - 河野洋一郎
会社重役。真由美の愛人。
浜田 陽介
演 - 加瀬信行
会社員。真由美の愛人。
「週刊ライフ」編集長
演 - 手塚とおる
「週刊ライフ」編集部員
演 - 大坪貴史
第2話
安藤 沙織
演 - 滝沢沙織
嶋放送制作社員。
高橋 麻央
演 - ちすん
嶋放送制作社員。沙織の同僚。
水原 彰彦
演 - 滝藤賢一
清掃員。沙織のストーカー。
稲垣 映司
演 - 東根作寿英
嶋放送制作部長。
警察官
演 - NARU
曙警察署生活安全課の警察官。
第3 - 4話
原田 義人
演 - 堀部圭亮
自治会副会長。幼女誘拐殺人事件の容疑者。
中野 エリ子
演 - 遊井亮子
中野の妻。
中野 浩子
演 - 藤井杏奈
中野の娘。
焼き鳥店の客
演 - 藤原光博（リットン調査団 / 第3話）
焼き鳥店店主
演 - 松村穣（第3話）
焼き鳥店店員
演 - 鳳恵弥（第3話）
水谷
演 - 菊池健一郎（第4話）
緑ヶ丘警察署刑事。
森永
演 - 寺井文孝（第4話）
緑ヶ丘警察署刑事。
中野・原田の住むマンションの管理人
演 - 掛田誠（第4話）
弁護士
演  - 片野晴道（第4話）
第5話
大西 冴子
演 - 上原美佐
料理研究家。カリスマ主婦。
河村 真智子
演 - 木下あゆ美
派遣OL。冴子の高校時代の同級生。
田村 美保
演 - 平岩紙
冴子の高校時代の同級生。
大西 修司
演 - 山田将之
冴子の夫。弁護士。
記者
演 - 菊地裕美
大西冴子キッチンスクールのアシスタント
演 - 愛純もえり
大西冴子キッチンスクールの生徒
演 - 椎名茉莉、近野衣里
第6話
牧本 弥生
演 - 中別府葵
I&YOU Entertainment所属読者モデル。
南星 久美子
演 - 岡本玲
I&YOU Entertainment所属読者モデル。弥生の後輩。
大杉 建吾
演 - 徳山秀典
弥生のマネージャー。
I&YOU Entertainment社長
演 - 芹澤名人
渡辺
演 - 池永一之
カメラマン
編集者
演 - 有里美咲
記者
演 - 太沢えり、坪内悟、吉舎聖史
スタッフ
演 - 兼村昌樹
弥生と写真を撮られた男性
演 - 末原拓馬
弥生のファン
演 - 滝沢リラ
女子高生
演 - 宮原真美、日向紗代、桐原真奈
第7話
正田 大樹
演 - 五十嵐隼士
ヒカリライフ保険営業所員。
秋山 詩織
演 - 伊藤裕子
ヒカリライフ保険営業所長。大樹の上司。
吉野 京子
演 - 原幹恵
ヒカリライフ保険営業所事務員。大樹の婚約者。
ヒカリライフ保険営業所員
演 - 末原拓馬、中村隆太
第8 - 9話
植垣 光太郎
演 - 袴田吉彦
フリーター。
甲斐 由美
演 - 笛木優子
スナック由美のママ。史郎の妻。
甲斐 史郎
演 - 小沢和義
ブローカー。別居中の由美の夫。
甲斐 翔太
演 - 須田瑛斗
由美・史郎の息子。
早見 敏夫
演 - 大江健次（こりゃめでてーな）
史郎の部下。
露天商
演 - ハチミツ二郎（東京ダイナマイト）（第8話）
スナック由美のバーテン
演 - 塩口量平（第8話）
記者
演 - 吉田慎之介、田村学、米田基（第8話）
スナック由美の客
演 - 新、田中総一郎、伊奈川正樹（第8話）
マミ
演 - 北條まみ（第9話）
居酒屋の店員。
居酒屋店主
演 - 三田村周三（第9話）
警官
演 - 安達勇人（第9話）
第11話
秋吉 加奈子
演 - 雛形あきこ
警視庁交通課所属。直美・美佐の先輩。
秋吉 貴之
演 - なだぎ武（ザ・プラン9）
小学校教師。加奈子の夫。
貴子
演 - 新田祐里子
貴之の密会相手。
第12 - 最終話
笹谷 彰
演 - 板尾創路
テロリスト。
結城 浩美
演 - 月船さらら
笹谷の仲間。
柴田 宏
演 - 金山一彦（第12話）
笹谷の元仲間。
アパートの住人
演 - 米沢瑠美（第12話）
大月 宗太郎
演 - 佐野史郎（特別出演）
法務大臣・警視庁OB。

### スタッフ
- 原作：赤川次郎『毒〈ポイズン〉』（集英社文庫）
- 脚本：鈴木智、武田有起、稲本達郎、藤岡美暢
- 音楽：松本晃彦
- 主題歌：YU-A 「優しい顔で近づかないで」（よしもとアール・アンド・シー）
- ナレーション：川下大洋
- タイトル：涌井真史
- 写真協力：蝦名尚子（第7話）
- スタント・コーディネイト：高橋伸稔、吉田浩之
- スタント：日野由佳
- 技術協力：ビデオフォーカス、ヴァンシャープ
- 照明協力：Kカンパニー
- 美術協力：テレビ朝日クリエイト
- ポスプロ：ビーグル、映広
- チーフプロデューサー：堀口良則
- プロデューサー：岡本浩一、河内俊昭（よしもとクリエイティブ・エージェンシー）
- 協力プロデューサー：壁谷悌之、島崎敏樹（泉放送制作）
- AP：中間利彦、下倉唯（よしもとクリエイティブ・エージェンシー）
- 演出：岡本浩一、石川北二、茂山佳則、本田隆一
- 演出補：守下敏行
- 制作プロダクション：泉放送制作
- 制作協力：吉本興業
- 制作著作：読売テレビ

### サブタイトル
| 話数                                                      | 放送日         | サブタイトル                   | 脚本            | 演出     |
| --------------------------------------------------------- | -------------- | ------------------------------ | --------------- | -------- |
| 第1話                                                     | 2012年10月04日 | 男が恋人を殺すとき             | 鈴木智          | 岡本浩一 |
| 第2話                                                     | 2012年10月11日 | 女がストーカーを殺すとき       | 鈴木智          | 岡本浩一 |
| 第3話                                                     | 2012年10月18日 | 刑事が容疑者を殺すとき         | 鈴木智          | 石川北二 |
| 第4話                                                     | 2012年10月25日 | 刑事が容疑者を殺すとき         | 鈴木智          | 石川北二 |
| 第5話                                                     | 2012年11月01日 | カリスマ主婦が旧友を殺すとき   | 武田有起        | 茂山佳則 |
| 第6話                                                     | 2012年11月08日 | 読者モデルがライバルを殺すとき | 鈴木智 稲本達郎 | 茂山佳則 |
| 第7話                                                     | 2012年11月15日 | 部下が上司を殺すとき           | 藤岡美暢        | 石川北二 |
| 第8話                                                     | 2012年11月22日 | フリーターが暴力夫を殺すとき   | 鈴木智          | 本田隆一 |
| 第9話                                                     | 2012年11月29日 | フリーターが暴力夫を殺すとき   | 鈴木智          | 本田隆一 |
| 第10話                                                    | 2012年12月06日 | 刑事が毒を暴くとき             | 鈴木智          | 茂山佳則 |
| 第11話                                                    | 2012年12月13日 | 妻が夫を殺すとき               | 武田有起        | 茂山佳則 |
| 第12話                                                    | 2012年12月20日 | テロリストが仲間を殺すとき     | 鈴木智          | 石川北二 |
| 最終話                                                    | 2012年12月27日 | 人が人を殺すとき               | 鈴木智          | 岡本浩一 |
| 平均視聴率 3.5%（視聴率は関東地区・ビデオリサーチ社調べ） |                |                                |                 |          |

- 第9話は『NEWS ZERO』がFIFAクラブワールドカップ2012の特集放送により延長したため、翌11月30日 0:08開始。
- 第10話はFIFAクラブワールドカップ2012プレーオフ・サンフレッチェ広島×オークランド・シティ戦中継ならびに『FIFAクラブワールドカップハイライト』放送のため、翌12月7日 1:38開始。
- 第11話はFIFAクラブワールドカップ2012準決勝・モンテレイ×チェルシー戦中継ならびに『FIFAクラブワールドカップハイライト』放送のため、翌12月14日 1:13開始。
- 第12話は『ダウンタウンDXDX★小林幸子vsローラ一触即発!2012スター祭典SP』、最終話は『秘密のケンミンSHOW 東北・感動再会スペシャル』放送のため、翌12月21日 0:18開始。

### 原作との主な相違点
- 毒薬の効果が現れるのは、原作では服用から24時間以内だったが、ドラマでは服用から24時間後。
- 毒薬は、原作ではアフリカから松井が持ち帰って研究していた物だが、ドラマでは松井自身が開発している。
- 原作では大学の先生・松井（下の名前は設定されていない）の研究室から盗まれた毒薬が人々の手を巡っていくが、ドラマでは謎の科学者・松井十一が当事者に直接毒薬を手渡し、使うかどうかを本人に委ねる形になっている。また事件後、松井が当事者の関係先から毒薬を回収している。
- 原作では松井の研究室で助手を務めている笹田直子が毒薬の行方を追うが、ドラマでは警視庁捜査一課の刑事・笹本直美に置き換えられている。

| 読売テレビ 木曜ミステリーシアター                 | 読売テレビ 木曜ミステリーシアター                        | 読売テレビ 木曜ミステリーシアター         |
| 前番組                                            | 番組名                                                   | 次番組                                    |
| ------------------------------------------------- | -------------------------------------------------------- | ----------------------------------------- |
| VISION-殺しが見える女- （2012年7月5日 - 9月27日） | 赤川次郎原作 毒〈ポイズン〉 （2012年10月4日 - 12月27日） | お助け屋☆陣八 （2013年1月10日 - 3月28日） |